# Anagallis pumila
Anagallis pumila är en viveväxtart som beskrevs av Swartz. Anagallis pumila ingår i släktet Anagallis och familjen viveväxter. Inga underarter finns listade i Catalogue of Life.